# Cyprus International 1989
Die Cyprus International 1989 im Badminton fand vom 21. bis zum 23. September 1989 statt.

## Sieger und Platzierte
| Disziplin    | Gold                           | Silber                               | Bronze                            |
| ------------ | ------------------------------ | ------------------------------------ | --------------------------------- |
| Herreneinzel | Vladimir Serov                 | Vladimir Smolin                      | Stojan Ivantchev                  |
| Herreneinzel | Vladimir Serov                 | Vladimir Smolin                      | Stanimir Boitchinov               |
| Dameneinzel  | Irina Serova                   | Tatyana Arefyeva                     | Heidi Krickhaus                   |
| Dameneinzel  | Irina Serova                   | Tatyana Arefyeva                     | Diana Filipova                    |
| Herrendoppel | Vladimir Serov Vladimir Smolin | Slantchezar Tzankov Geliazko Volkoff | Iwan Iwanow Ilko Oreshkov         |
| Herrendoppel | Vladimir Serov Vladimir Smolin | Slantchezar Tzankov Geliazko Volkoff | Pentcho Stojnov Nikolay Tzankov   |
| Damendoppel  | Tatyana Arefyeva Irina Serova  | Diana Filipova Anetha Stambolizska   | Renni Assenova G. Raeva           |
| Damendoppel  | Tatyana Arefyeva Irina Serova  | Diana Filipova Anetha Stambolizska   | Emilia Dimitrova Boriana Stojnova |
| Mixed        | Vladimir Serov Irina Serova    | Vladimir Smolin Tatyana Arefyeva     | Stojan Ivantchev Diana Filipova   |
| Mixed        | Vladimir Serov Irina Serova    | Vladimir Smolin Tatyana Arefyeva     | Pentcho Stojnov Boriana Stojnova  |